# جيف ماكبرايد
جيف ماكبرايد (بالإنجليزية: Jeff McBride)‏ هو ساحر استعراضي أمريكي، ولد في 11 سبتمبر 1959 في نيويورك في الولايات المتحدة.

## وصلات خارجية
- الموقع الرسمي
- جيف ماكبرايد على موقع IMDb (الإنجليزية)
- جيف ماكبرايد على موقع قاعدة بيانات الفيلم (الإنجليزية)